# Irene Paleologa (signora di Lesbo)
Irene Paleologa (ribattezzata Maria in greco Μαρία Παλαιολογίνα?; ... – 6 agosto 1384) era un principessa bizantina e Signora di Lesbo. Era la figlia dell'imperatore bizantino Andronico III Paleologo e di Anna di Savoia. I suoi fratelli erano Giovanni, Michele e Maria.
Maria si sposò con Francesco I Gattilusio. Il matrimonio ebbe luogo a Costantinopoli e subito dopo la coppia partì alla volta di Lesbo, che Francesco aveva ricevuto come feudo, stabilendo come residenza il Castello di Mitilene. Maria morì insieme al marito e due suoi figli durante il terremoto del 6 agosto 1384

## Discendenza
Maria e Francesco ebbero 3 figli:
- Andronico (morto il 6 agosto 1384).
- Domenico (morto il 6 agosto 1384).
- Jacopo (Francesco II Gattilusio), signore di Lesbo.

## Ascendenza
|                                  |                      |                         | Genitori                      |  |  | Nonni |  |  | Bisnonni               |  |  | Trisnonni              |  |
|                                  |                      |                         |                               |  |  |       |  |  | Andronico II Paleologo |  |  | Michele VIII Paleologo |  |
|                                  |                      |                         |                               |  |  |       |  |  | Andronico II Paleologo |  |  | Michele VIII Paleologo |  |
|                                  |                      | Teodora Ducas Vatatzina |                               |  |  |       |  |  | Andronico II Paleologo |  |  |                        |  |
| Michele IX Paleologo             |                      |                         |                               |  |  |       |  |  | Andronico II Paleologo |  |  |                        |  |
|                                  |                      | Anna d'Ungheria         | Stefano V d'Ungheria          |  |  |       |  |  |                        |  |  |                        |  |
|                                  |                      | Anna d'Ungheria         | Stefano V d'Ungheria          |  |  |       |  |  |                        |  |  |                        |  |
|                                  |                      | Anna d'Ungheria         | Elisabetta dei Cumani         |  |  |       |  |  |                        |  |  |                        |  |
| Andronico III Paleologo          |                      | Anna d'Ungheria         |                               |  |  |       |  |  |                        |  |  |                        |  |
|                                  |                      | Leone III d'Armenia     | Aitone I d'Armenia            |  |  |       |  |  |                        |  |  |                        |  |
|                                  |                      | Leone III d'Armenia     | Aitone I d'Armenia            |  |  |       |  |  |                        |  |  |                        |  |
|                                  |                      | Leone III d'Armenia     | Isabella d'Armenia            |  |  |       |  |  |                        |  |  |                        |  |
| Rita d'Armenia                   |                      | Leone III d'Armenia     |                               |  |  |       |  |  |                        |  |  |                        |  |
|                                  |                      | Keran di Lampron        | Aitone IV di Lampron          |  |  |       |  |  |                        |  |  |                        |  |
|                                  |                      | Keran di Lampron        | Aitone IV di Lampron          |  |  |       |  |  |                        |  |  |                        |  |
|                                  |                      | Keran di Lampron        | …                             |  |  |       |  |  |                        |  |  |                        |  |
| Irene Paleologa signora di Lesbo |                      | Keran di Lampron        |                               |  |  |       |  |  |                        |  |  |                        |  |
|                                  | Tommaso II di Savoia | Tommaso I di Savoia     |                               |  |  |       |  |  |                        |  |  |                        |  |
|                                  | Tommaso II di Savoia | Tommaso I di Savoia     |                               |  |  |       |  |  |                        |  |  |                        |  |
|                                  | Tommaso II di Savoia | Margherita di Ginevra   |                               |  |  |       |  |  |                        |  |  |                        |  |
| Amedeo V di Savoia               | Tommaso II di Savoia |                         |                               |  |  |       |  |  |                        |  |  |                        |  |
|                                  |                      | Beatrice Fieschi        | Teodoro Fieschi               |  |  |       |  |  |                        |  |  |                        |  |
|                                  |                      | Beatrice Fieschi        | Teodoro Fieschi               |  |  |       |  |  |                        |  |  |                        |  |
|                                  |                      | Beatrice Fieschi        | Simona de Volta di Capo Corso |  |  |       |  |  |                        |  |  |                        |  |
| Anna di Savoia                   |                      | Beatrice Fieschi        |                               |  |  |       |  |  |                        |  |  |                        |  |
|                                  |                      | Giovanni di Brabante    | Enrico III di Brabante        |  |  |       |  |  |                        |  |  |                        |  |
|                                  |                      | Giovanni di Brabante    | Enrico III di Brabante        |  |  |       |  |  |                        |  |  |                        |  |
|                                  |                      | Giovanni di Brabante    | Alice di Borgogna             |  |  |       |  |  |                        |  |  |                        |  |
| Maria di Brabante                |                      | Giovanni di Brabante    |                               |  |  |       |  |  |                        |  |  |                        |  |
|                                  |                      | Margherita di Fiandra   | Guido di Dampierre            |  |  |       |  |  |                        |  |  |                        |  |
|                                  |                      | Margherita di Fiandra   | Guido di Dampierre            |  |  |       |  |  |                        |  |  |                        |  |
|                                  |                      | Margherita di Fiandra   | Matilde di Bethune            |  |  |       |  |  |                        |  |  |                        |  |
|                                  |                      | Margherita di Fiandra   |                               |  |  |       |  |  |                        |  |  |                        |  |